# 基本體

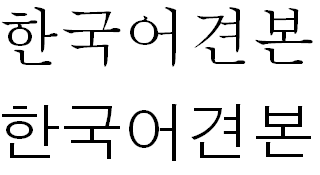
基本体（上）与方黑体（下）

基本體（韓語：바탕체）是一種韓文印刷體。其名稱“바탕”有“基礎”之意，表示這是最為基本和常用的字體。其起筆和收筆往往有頓筆，屬於襯線體。相當於中文字體中的宋體或日文字體中的明朝體。
另有新基本體（새바탕체；），在此基本體之上補全了GB18030-2000的27,533個漢字。